# フラッサー (DD-289)
|          |                                               |
| 艦歴     |                                               |
| 発注     |                                               |
| 起工     | 1919年7月21日                                 |
| 進水     | 1919年11月7日                                 |
| 就役     | 1920年2月25日                                 |
| 退役     | 1930年5月1日                                  |
| その後   | 1931年1月17日にスクラップとして売却           |
| 除籍     | 1930年10月22日                                |
| 性能諸元 |                                               |
| 排水量   | 1,190トン                                     |
| 全長     | 314 ft 5 in (95.83 m)                         |
| 全幅     | 31 ft 8 in (9.65 m)                           |
| 吃水     | 9 ft 4 in (2.84 m)                            |
| 機関     | ギアード・タービン2軸推進、26,500 SHP (20 MW) |
| 最大速   | 35 ノット (65 km/h)                           |
| 航続距離 | 4,900 海里 (9,100 km)（15ノット時）           |
| 乗員     | 士官、兵員120名                               |
| 兵装     | 4インチ砲4門、 21インチ魚雷発射管4門          |

フラッサー (USS Flusser, DD-289) は、アメリカ海軍の駆逐艦。クレムソン級駆逐艦の1隻。艦名はチャールズ・W・フラッサーに因む。その名を持つ艦としては3隻目。

## 艦歴
フラッサーは1919年7月21日にマサチューセッツ州スカンタムのベスレヘム造船で起工した。1919年11月7日にモード・F・ウィリアムズ夫人によって命名、進水し、1920年2月25日に艦長R・S・ギャロウェイ中佐の指揮下就役した。
フラッサーの最初の現役任務は、キーウェストを拠点として1920年5月9日から6月17日まで行われたメキシコ水域でのパトロールであった。その後東海岸沿いおよびカリブ海で広範囲訓練を行い、1924年6月18日にロードアイランド州ニューポートを出航、アメリカ海軍ヨーロッパ派遣部隊と共に巡航を行い、15カ国の港を訪問し、1925年7月16日にニューヨークに帰還した。
東海岸およびカリブ海での任務を再開したフラッサーは、駆逐艦戦術の開発支援および予備役兵の訓練巡航に従事し、1930年5月1日にペンシルベニア州フィラデルフィアで退役した。フラッサーはロンドン海軍軍縮条約に基づき1931年1月17日にスクラップとして売却された。